# Палметто (Джорджія)
Палметто (англ. Palmetto) — місто (англ. city) в США, в округах Фултон і Ковета штату Джорджія. Населення — 5071 особа (2020).

## Географія
Палметто розташоване за координатами 33°31′58″ пн. ш. 84°40′11″ зх. д. / 33.53278° пн. ш. 84.66972° зх. д. (33.532652, -84.669606).  За даними Бюро перепису населення США в 2010 році місто мало площу 29,96 км², з яких 29,48 км² — суходіл та 0,48 км² — водойми.

## Демографія
Згідно з переписом 2010 року, у місті мешкало 4488 осіб у 1608 домогосподарствах у складі 1084 родин. Густота населення становила 150 осіб/км².  Було 1904 помешкання (64/км²).
Расовий склад населення:
| - 57,4 % — чорних або афроамериканців - 33,2 % — білих - 0,7 % — азіатів - 0,1 % — корінних американців - 5,5 % — осіб інших рас |

До двох чи більше рас належало 3,0 %. Частка іспаномовних становила 12,7 % від усіх жителів.
За віковим діапазоном населення розподілялося таким чином: 29,8 % — особи молодші 18 років, 57,6 % — особи у віці 18—64 років, 12,6 % — особи у віці 65 років та старші. Медіана віку мешканця становила 33,4 року. На 100 осіб жіночої статі у місті припадало 87,1 чоловіків;  на 100 жінок у віці від 18 років та старших — 82,3 чоловіків також старших 18 років.
Середній дохід на одне домашнє господарство  становив 50 430 доларів США (медіана — 41 489), а середній дохід на одну сім'ю — 54 207 доларів (медіана — 42 486). За межею бідності перебувало 24,6 % осіб, у тому числі 34,0 % дітей у віці до 18 років та 14,1 % осіб у віці 65 років та старших.
Цивільне працевлаштоване населення становило 1902 особи. Основні галузі зайнятості: виробництво — 26,1 %, транспорт — 11,6 %, освіта, охорона здоров'я та соціальна допомога — 11,3 %.